# Deutzia compacta
Deutzia compacta là một loài thực vật có hoa trong họ Tú cầu. Loài này được Craib mô tả khoa học đầu tiên năm 1913.